# (100029) Varnhagen
(100029) Varnhagen est un astéroïde de la ceinture principale.

## Description
(100029) Varnhagen est un astéroïde de la ceinture principale. Il fut découvert le 10 octobre 1990 à Tautenburg par Freimut Börngen et Lutz Dieter Schmadel. Il présente une orbite caractérisée par un demi-grand axe de 2,97 UA, une excentricité de 0,11 et une inclinaison de 4,1° par rapport à l'écliptique.
Il a été nommé Varnhagen d'après les célèbres écrivains Rahel Varnhagen von Ense et son mari Karl August.

## Compléments